# СВП-24 (прицельно-навигационный комплекс)
СВП-24 «Гефест» — авиационный прицельно-навигационный комплекс разработки и производства ЗАО «Гефест и Т», г. Жуковский Московской обл. Система разработана по теме модернизации прицельно-навигационного оборудования фронтовых бомбардировщиков типа Су-24М (шифр темы — «Метроном»).

## Назначение
Система расширяет спектр доступных тактических приёмов при поиске цели, выходе на цель, прицеливании и применении оружия по наземным целям. По утверждению производителя, эффективность удара свободнопадающими боеприпасами возрастает не менее, чем в три раза за счёт увеличения дальности обнаружения цели, её классификации (опознавания), и улучшению точностных характеристик. Также производитель утверждает, что доработка самолёта может производиться в условиях эксплуатирующей организации (ТЭЧ) за срок 7 рабочих дней.
Помимо базового комплекса СВП-24, предназначенного для установки на Су-24М, разработаны следующие варианты:
- СВП-24-22 — для доработки дальних бомбардировщиков Ту-22М3
- СВП-24-33 — для доработки палубных истребителей Су-33
- СВП-24-27 — для доработки истребителей-бомбардировщиков МиГ-27 (на экспорт)
- СВП-24-25 — для доработки штурмовиков Су-25

Также возможна адаптация системы для самолёта L-39, вертолётов Ка-50 и Ка-52.

## Состав
Состав системы несколько различен для каждого варианта исполнения. В базовом варианте система СВП-24 состоит из:
- бортового вычислителя СВ-24
- телевизионного индикатора ОР-4ТМ
- блока формирования индикации БФИ
- специализированной радионавигационной системы СРНС-24
- твердотельного бортового накопителя с программным обеспечением ТБН-К
- блока обработки видеосигнала РЛС «Обзор» РВБ-Т
- устройства ввода-вывода УВВ-МП
- коллиматорного авиационного телевизионного индикатора КАИ-24П
- приборной стойки СП-24
- комплекта электрожгутов, крепежа и имущества

Для наземной проверки и отработки комплекса предназначен дополнительно поставляемый стенд контроля системы АСЭК-24